# Storchsnest
Storchsnest ist ein kleiner Weiler im Schwäbisch-Fränkischen Wald, ein Wohnplatz der Ortschaft Geißelhardt, die früher eine eigenständige Gemeinde war und im Zuge der Gemeindereform am 1. Januar 1972 in die Gemeinde Mainhardt eingegliedert wurde.
Der Ort liegt inmitten von Wäldern und kleinen Feldern am nördlichen Rand des Mainhardter Waldes. Nach Nordwesten bietet sich von ihm eine Aussicht ins Ohrntal mit seinen steilen Rebhängen und darüber hinaus bis zu den Höhenzügen des Odenwaldes. Der Frankenweg, Hauptwanderweg 8 des Schwäbischen Albvereins, führt durch den Ort.
Storchsnest ist zur Gänze auf der Ohrntalseite der Dorfstraße gebaut, alle Anwesen stehen damit in einer Reihe (Reihendorf). Diese Straße ist vermutlich älter als die Siedlung selbst. Ihr heute noch nachvollziehbarer Verlauf bis zum Landturm bei Michelfeld und ihre Anbindung am Steigenhaus an die Rote Steige im Osten sowie der Verlauf über Frohnfalls durch die ehemalige Herrschaft Gleichen im Westen bis ins untere Ohrntal legen die Vermutung nahe, dass es die alte Salzstraße von Hall nach Heilbronn gewesen sein könnte.
Der Haupterwerb der Einwohner war bis Mitte der 1970er Jahre die Land- und Forstwirtschaft. Inzwischen werden diese nur noch im Nebenerwerb betrieben, und die Bevölkerung pendelt aus.
Sehr viele der früheren Bewohner sind nach Übersee ausgewandert, so dass in fast jedem Haus Verwandtschaftsbeziehungen in die USA oder nach Kanada gepflegt werden. Ursache der Landflucht in die umliegenden Großstädte und für die Auswanderung waren der hohe Bevölkerungsdruck durch großen Kinderreichtum, der eher karge Ertrag auf den wenig fruchtbaren Höhen des Keuperberglandes, nicht zuletzt aber auch das hier wie überall in Hohenlohe geltende Anerbenrecht, nach welchem einem einzigen Kind der Familie der gesamte Hof zufiel.
Entstanden ist der Ort vermutlich durch erste Siedler aus dem Ohrntal um das Jahr 1570. Die althergebrachte Mundart, die hier gesprochen wird, ist eine Form des Hohenlohischen, das heute langsam von der sich ausbreitenden südwestdeutschen Umgangssprache des Hochschwäbischen verdrängt wird.
Über die Herkunft des sehr eigentümlichen Ortsnamens ranken sich verschiedene Legenden, es gibt jedoch keinen Nachweis dafür, woher denn der Name wirklich rühren könnte. Er taucht im deutschsprachigen Raum sonst nirgendwo auf.

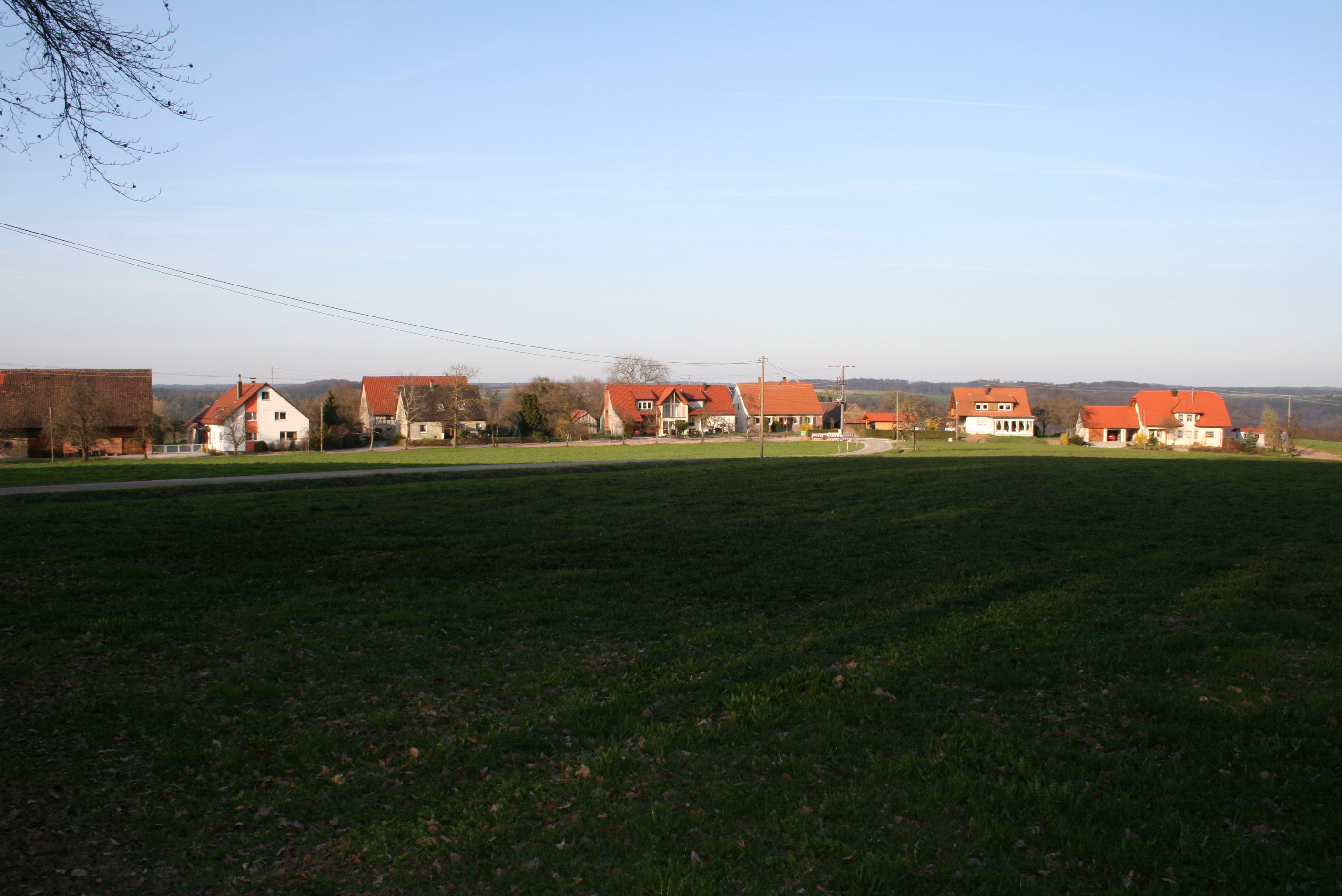
Storchsnest bei Geißelhardt
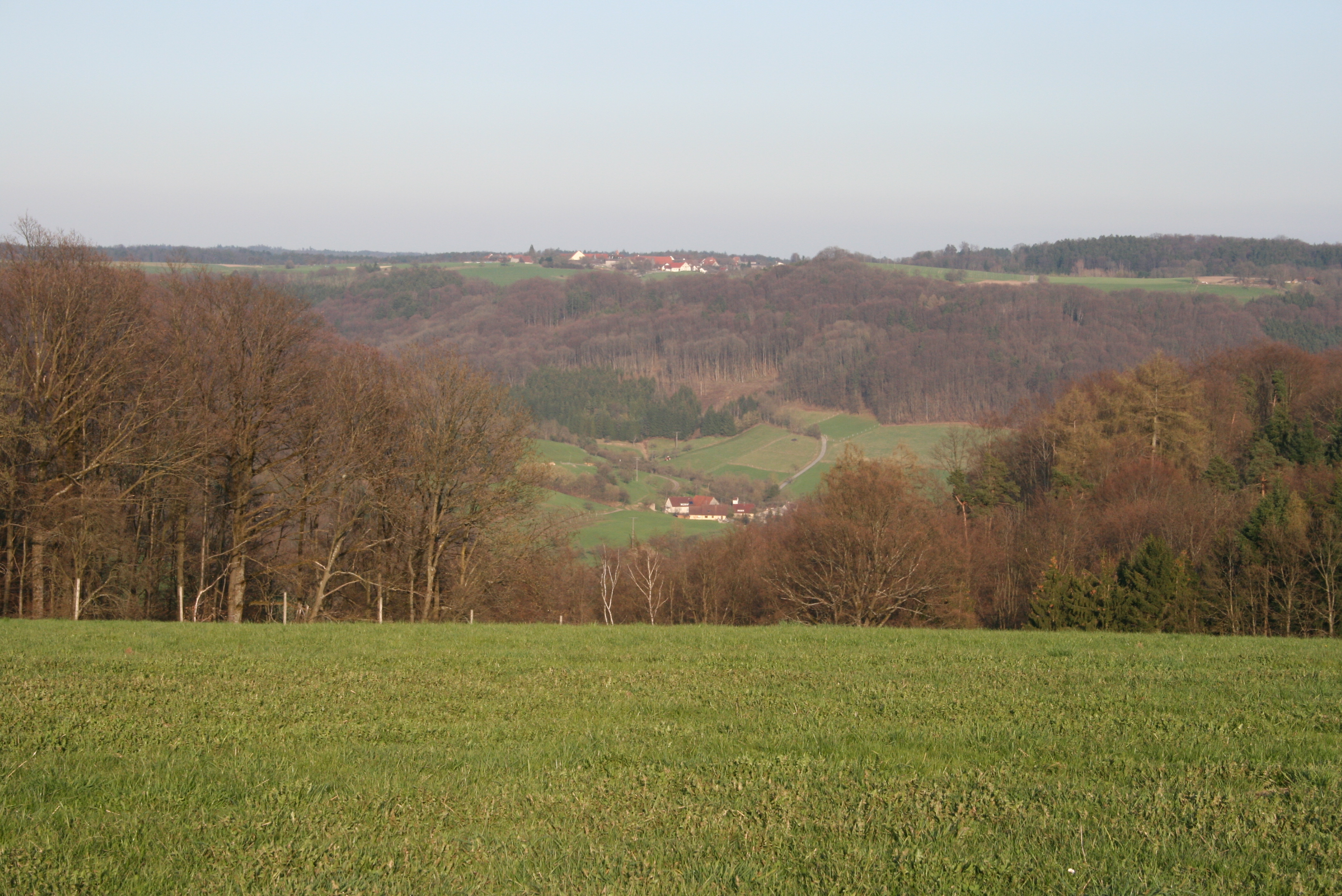
Blick von Storchsnest nach Büchelberg
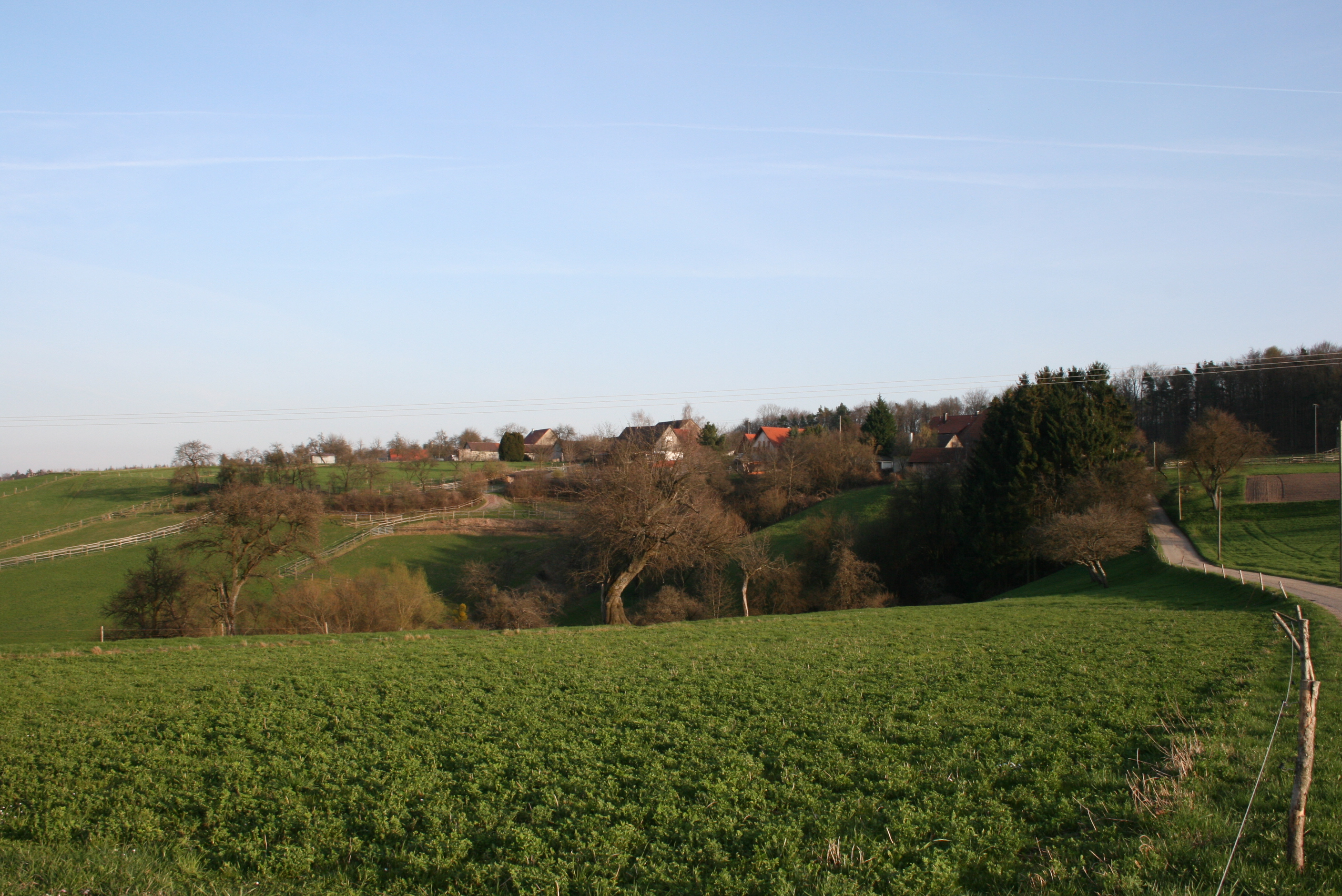
Storchsnest von Hausenbühl aus gesehen